# I-69 (sous-marin, 1934)
Pour les articles homonymes, voir I69 et I169.
L'I-69  (イ-69) (renommé I-169 le 20 mai 1942) est un sous-marin de classe Kaidai (海大型潜水艦, Kaidai-gata sensuikan) de la sous-classe Kaidai VIa (海大6型a（伊六十八型/伊百六十八型）, Kaidai-roku-gata-ē, classe I-68/I-168) en service dans la marine impériale japonaise.
Il a servi pendant la Seconde Guerre mondiale et a participé aux opérations de soutien à l'attaque de Pearl Harbor, à la bataille de Midway, à la campagne de Guadalcanal, à la campagne des îles Aléoutiennes et à l'invasion des îles Gilbert. Il a coulé dans un accident de plongée en avril 1944.

## Contexte
Après la Première Guerre mondiale, la marine impériale japonaise a réévalué l'utilisation de la guerre sous-marine comme élément de stratégie de flotte en raison du déploiement réussi de croiseurs-sous-marins à long rayon d'action pour les raids commerciaux des principales marines de combat. Les stratèges japonais en sont venus à réaliser les possibilités d'utilisation de l'arme pour la reconnaissance à longue portée, et dans une guerre d'usure contre une flotte ennemie qui s'approchait du Japon. Deux grands sous-marins japonais à longue portée avaient déjà été construits dans le cadre du programme de la flotte des Huit-six en tant que prototypes (I-51 et I-52), mais l'arrivée le 20 juin 1919 de sept U-boote allemands reçus par le Japon en réparation de guerre à la fin de la Première Guerre mondiale a conduit à une refonte complète. Les Japonais ont rapidement embauché des centaines d'ingénieurs et de techniciens de sous-marins allemands et d'anciens officiers de sous-marins allemands au chômage à la suite de la défaite de l'Allemagne pendant la Première Guerre mondiale, et les ont fait venir au Japon dans le cadre de contrats de cinq ans. L'ONI (Office of Naval Intelligence) américain a estimé que quelque 800 conseillers allemands s'étaient rendus au Japon à la fin de 1920. Les Japonais ont également envoyé des délégations en Allemagne, et ont participé activement à l'achat de nombreux brevets.

## Description
Les sous-marins de la sous-classe KD6 étaient des versions améliorées de la précédente sous-classe KD5. Avec une vitesse de 23 nœuds en surface, ils étaient les sous-marins les plus rapides lors de leurs époques de construction.
Ils ont un déplacement de 1 422 tonnes en surface et 2 479 tonnes en immersion. Les sous-marins mesuraient 104,70 mètres de long, avaient une largeur de 8,2 mètres et un tirant d'eau de 4,58 mètres. Les sous-marins permettaient une profondeur de plongée de 70 m et avaient un effectif de 68 officiers et membres d'équipage.
Kampon a été retenu comme fabricant des moteurs diesel Mk.1A Model 8, dont les performances étaient supérieures de 30% à celles des moteurs des premières sous-classes. Pour la navigation de surface, les sous-marins étaient propulsés par deux moteurs diesel de 4 500 cv (3 310 kW), chacun entraînant un arbre d'hélice. En immersion, chaque hélice était entraînée par un moteur électrique de 900 chevaux-vapeur (671 kW). Ils pouvaient atteindre 23 nœuds (42,6 km/h) en surface et 8,2 nœuds (15,2 km/h) sous l'eau. En surface, les KD6 avaient une autonomie de 14 000 milles nautiques (19 000 km) à 10 nœuds (19 km/h); en immersion, ils avaient une autonomie de 65 milles nautiques (120 km) à 3 nœuds (5,6 km/h).
Les sous-marins étaient armés de 6 tubes lance-torpilles internes de 53,3 cm, 4 à l'avant et 2 à l'arrière. Ils transportaient une recharge pour chaque tube + 2 torpilles, soit un total de 14 torpilles Type 95. Ils étaient également armés d'un canon de pont de 100 mm (L/50) Type 88 pour le combat en surface et d'une mitrailleuse de 13,2 mm AA type 93 et d'une mitrailleuse de 7,7 mm.

## Construction
Construit par le chantier naval Mitsubishi à Kobe au Japon, le I-69 a été mis sur cale le 22 décembre 1931. Il a été lancé le 15 février 1934 sous le nom de I-69. Il a été achevé et mis en service le 28 septembre 1935.

## Historique

### Avant la Seconde Guerre mondiale
Lors de sa mise en service, le I-69 a été affecté à la 12e division de sous-marins du district naval de Kure. Il a été mis hors service et placé en réserve le 1er mai 1939. Il a été remis en service le 1er septembre 1939 ou vers cette date. Le 12 mai 1941, il a subi une avarie de proue lors d'une collision avec le sous-marin I-70 à Yokosuka, au Japon.
Alors que la marine impériale japonaise commençait à se déployer en prévision du conflit imminent dans le Pacifique, le I-69 fut affecté à l'opération Z, l'attaque japonaise prévue sur Pearl Harbor. La 12e division de sous-marins, composée du I-69 et du I-70, a été assignée au 3e escadron de sous-marins, qui à son tour a été assigné à la Force expéditionnaire avancée de la 6e Flotte, pour l'attaque. Le 11 novembre 1941, le I-69 a quitté Saeki, au Japon, avec l'embarquement du commandant de la 12e division de sous-marins, à destination de Kwajalein en compagnie des I-68, I-70, I-71, I-72 et I-73.

### La Seconde Guerre mondiale

#### Première patrouille de guerre
Le 23 novembre 1941, le I-69 quitte Kwajalein pour commencer ce qui sera sa première patrouille de guerre. Il reçoit le 2 décembre 1941 le message "Ascension du Mont Niitaka 1208" (en japonais : Niitakayama nobore 1208) de la Flotte Combinée, indiquant que la guerre avec les Alliés commencera le 8 décembre 1941, heure du Japon (7 décembre 1941 à Hawaï).
Le 7 décembre 1941, les I-69 et I-68 ont pris position à l'entrée de Pearl Harbor, à Hawaï, pour secourir les équipages de sous-marins de poche qui tentaient de pénétrer dans les défenses du port lors de l'attaque japonaise qui a entraîné le Japon et les États-Unis dans la Seconde Guerre mondiale ce matin-là. À 21h01, le commandant du I-69 a été témoin de ce qu'il a décrit comme "une explosion massive à Pearl Harbor. Il y a plusieurs explosions, suivies de hautes colonnes de feu (probablement un magasin de munitions de navires de guerre en détonation). Cela devait être un capital ship coulé par nos sous-marins de poche". Le soir du 7 décembre 1941, le I-69 tire une torpille sur un destroyer au sud-sud-est de Barbers Point, Oahu. Apparemment, voyant le sillage de la torpille, le destroyer se détourne, évitant la torpille, puis contre-attaque avec des grenades sous-marines.
Les I-69 et I-68 passèrent le 8 décembre 1941 au large de l'entrée de Pearl Harbor à attendre le retour des équipages de sous-marins de poche, mais aucun ne revint. Le 9 décembre 1941, le I-69 attaqua sans succès un cargo au sud d'Oahu et fut à nouveau attaqué par des charges de profondeur. Plus tard dans la journée, il s'empêtra dans un filet anti-sous-marin au large de Barbers Point. Après plusieurs heures, il se libéra, endommageant un périscope au passage, et fit finalement surface après être resté immergé pendant environ 39 heures. Lorsque tout espoir de sauver les équipages abattus lors de l'attaque du 7 décembre fut abandonné, il quitta les eaux hawaïennes et arriva à Kwajalein le 27 décembre 1942.

#### Seconde patrouille de guerre
Le 12 janvier 1942, le I-69 quitta Kwajalein pour commencer sa deuxième patrouille de guerre, affectée aux eaux autour de l'atoll de Midway et ayant ordre de mener une reconnaissance de l'atoll. Le 21 janvier 1942, il arriva au large de Midway. Vers 18h05 le 8 février 1942, il fit surface à moins de 910 m au large du chenal Brooks de Midway pour bombarder la station radio de Sand Island. Il n'a tiré que trois coups de son canon de 100 mm (3,9 pouces) avant qu'une batterie d'artillerie côtière de 127 mm (5 pouces) ne le force à plonger. Le 10 février 1942, il refait surface au sud de l'embouchure du chenal Brooks vers 17h58 pour tenter une seconde fois de bombarder Sand Island, mais deux chasseurs Brewster F2A-3 Buffalo du 221e escadron de chasseurs marins(VMF-221) du corps des Marines des États-Unis qui patrouillent au-dessus de la station l'aperçoivent et attaquent, chacun larguant des bombes qui atterrissent à proximité du I-69. Les deux chasseurs ont ensuite brièvement mitraillé le I-69 avant qu'il ne soit immergé après avoir tiré seulement deux obus de 100 mm sur l'île. Il est retourné à Kwajalein le 17 février 1942.

#### Troisième et quatrième patrouilles de guerre
Le 18 février 1942, le I-69 quitta Kwajalein pour entamer sa troisième patrouille de guerre, avec l'ordre de patrouiller pour défendre Rabaul, que la Task Force 11 de l'US Navy (marine américaine) approchait avec l'intention d'y lancer des raids aériens contre les forces et les bases japonaises. Après avoir perdu l'élément de surprise, la Task Force 11 se retira cependant et le I-69 fut détourné vers une zone de patrouille à l'est de l'île Wake. Après une patrouille sans incident, il se dirigea vers le Japon, où il arriva le 5 mars 1942 pour une révision à Kure.
Une fois la révision terminée, le I-69 a quitté Kure le 15 avril 1942 pour entamer sa quatrième patrouille de guerre, dans le cadre d'une ligne de patrouille sous-marine aux alentours de l'île Wake. Cette patrouille s'est également déroulée sans incident et s'est terminée par son arrivée à Kwajalein le 9 mai 1942. Pendant son séjour à Kwajalein, il a été renuméroté I-169 le 20 mai 1942.

#### Cinquième patrouille de guerre - Opération de mi-parcours
Le 24 mai 1942, le I-169 quitta Kwajalein pour sa cinquième patrouille de guerre, déployée en soutien de l'opération Mi, l'invasion japonaise prévue de l'atoll de Midway. Faisant partie du 3e escadron de sous-marins, il a opéré dans une ligne de patrouille - qui comprenait également les sous-marins I-168, I-171, I-174 et I-175 - dans l'océan Pacifique entre les positions géographiques de 20° 00′ N, 166° 20′ O et 23° 30′ N, 166° 20′ O, chargée d'intercepter les renforts américains approchant de Midway depuis les principales îles hawaïennes au sud-est. Pendant la bataille de Midway, qui s'est déroulée du 4 au 7 juin 1942, le compagnon du I-169 dans l'escadron, le I-168 a torpillé le porte-avions USS Yorktown, mais le reste de la ligne de patrouille n'a eu aucun impact sur la bataille, et le I-169 n'a vu aucune action pendant sa patrouille. Les Japonais subirent une défaite décisive et annulèrent l'invasion de Midway. Le I-169 conclut sa patrouille avec son arrivée à Kwajalein le 20 juin 1942.

#### Sixième patrouille de guerre
Le 9 juillet 1942, le I-169 quitta Kwajalein pour sa sixième patrouille de guerre avec à son bord le commandant de la 12e division de sous-marins. Il avait pour ordre de reconnaître la Nouvelle-Calédonie et les Nouvelles-Hébrides pendant la patrouille. Au cours du mois de juillet, il effectua une reconnaissance de la baie de Saint-Vincent en Nouvelle-Calédonie. Le 25 juillet 1942, à 75 milles nautiques (139 km) au sud-est de Nouméa, en Nouvelle-Calédonie, il torpille le cargo hollandais Tjinegara, d'une jauge brute de 9 227 tonneaux, qui servait alors de navire de guerre de l'armée américaine et faisait route de Rockhampton, dans le Queensland, en Australie, à Nouméa. Après avoir été touché par plusieurs torpilles, le Tjinegara coula à la position géographique de 23° 18′ S, 165° 25′ E. Les 4 et 5 août 1942, le I-169 effectua une reconnaissance de Port Vila sur Efate dans les Nouvelles-Hébrides. Il fut contraint de quitter la zone lorsque deux destroyers le poursuivirent. Il arriva à Truk, concluant sa patrouille, le 15 août 1942.

#### Août-décembre 1942
Le I-169 partit de Truk le 17 août 1942 pour retourner au Japon. Il arriva à Kure le 24 août 1942, puis se rendit à Sasebo le 2 septembre 1942 pour y subir une révision. Une fois celle-ci terminée, il revint à Truk, où il arriva le 18 septembre 1942 avec les I-8, I-168, I-171, I-172, I-174 et I-175 du 3e escadron de sous-marins pour participer à la campagne de Guadalcanal. Le 16 novembre 1942, le commandant de la 6e Flotte, le vice-amiral Teruhisa Komatsu, convoqua une réunion des capitaines de sous-marins et annonça que le commandant en chef de la flotte combinée, l'amiral Isoroku Yamamoto, avait ordonné à la force sous-marine japonaise d'organiser un système d'approvisionnement pour la 17e armée impériale japonaise sur Guadalcanal. Après avoir pris part à cet effort, le I-169 revint à Kure le 3 janvier 1943.

#### Campagne des Aléoutiennes
Le I-169 a passé le premier semestre 1943 à participer à la campagne des îles Aléoutiennes, qui avait débuté au milieu de l'année 1942. Le 15 janvier 1943, il quitta Kure pour aller porter du ravitaillement à la garnison japonaise de Kiska dans les îles Aléoutiennes. Après son retour à Kure, il fut affecté à la 5e Flotte pour la durée de la campagne des Aléoutiennes. Il quitta Kure le 15 février 1943 pour un autre voyage à Kiska, transportant cette fois des soldats japonais ainsi qu'un sous-marin de poche de type A Kō-hyōteki et ses torpilles. Il atteignit Kiska le 26 février 1943, déchargea ses passagers et sa cargaison, et commença son voyage de retour à Kure le 27 février 1943. Au cours de ce voyage, il aperçut un croiseur de la marine américaine escorté par un destroyer le 28 février 1943, et le destroyer lança contre lui une attaque à l'aide de grenades sous-marines.
Après avoir été ravitaillé par le pétrolier Teiyō Maru les 20 et 21 mars 1943, le I-169 quitta Paramushir dans les îles Kouriles le 22 mars 1943 pour patrouiller dans la mer de Béring aux alentours de la position géographique de 53° 59′ N, 174° 00′ E dans le cadre d'une ligne de patrouille sous-marine. Après une patrouille sans incident dans cette zone, il revint au Japon, arrivant à Yokosuka pour une révision le 9 avril 1943. En avril 1943, il fut intégré au 1er escadron de sous-marins - avec les sous-marins I-2, I-7, I-31, I-34, I-35, I-168 et I-171 - dans la force du district nord de la 5e Flotte, et l'escadron avait pour mission de renforcer et de réapprovisionner les garnisons japonaises dans les îles Aléoutiennes.
La bataille d'Attu a commencé le 11 mai 1943 avec le débarquement américain sur l'île Attu. Le 21 mai 1943, alors que la situation sur Attu se détériorait, le quartier général impérial japonais décida d'évacuer la garnison isolée de Kiska. Le 24 mai 1943, le I-169 partit de Yokosuka à destination de Kiska avec une cargaison de 1 440 fusils avec des munitions et 2 tonnes de nourriture. En route, il reçut l'ordre de rejoindre les I-171 et I-175 pour former une ligne d'éclaireurs dans les environs d'Attu. Le 30 mai 1943, les opérations de combat sur Attu prirent fin avec l'anéantissement de la garnison japonaise. Le 5 juin 1943, le I-169 effectua une reconnaissance de la baie de Kuluk sur la côte nord-est de l'île Adak, et le 9 juin 1943, il arriva à Kiska et déchargea sa cargaison. Embarquant 60 passagers, il quitta Kiska le 10 juin 1943. Il a survécu à une attaque d'un destroyer équipé d'un radar qui a ouvert le feu sur lui avec des canons alors qu'il était à la surface en train de recharger ses batteries et est arrivé sain et sauf à Paramushir le 14 juin 1943. Les 14 et 15 juin 1943, il a pris à bord une cargaison du ravitailleur de sous-marins auxiliaire Heian Maru et s'est ravitaillé en carburant avec le Teiyō Maru.
Fin juin 1943, le I-169 repartit de Paramushir pour une nouvelle traversée de ravitaillement vers Kiska, en se ravitaillant en carburant sur le Teiyō Maru le 27 juin 1943. Le 17 juillet 1943, le I-21 et le I-169 reçoivent l'ordre de bombarder l'aérodrome de l'armée de terre d'Amchitka dans le port de Constantine, mais l'ordre est annulé neuf heures plus tard. Le 22 juillet 1943, il établit un contact sonore avec la Task Group 16.21 du contre-amiral Robert C. Giffen. Il a transmis un rapport de contact que le sous-marin I-2 a reçu, mais un brouillard dense a empêché le I-169 d'attaquer les navires de Giffen.
Le 28 juillet 1943, les dernières troupes japonaises sont évacuées de Kiska. Les forces alliées n'ont pas détecté l'évacuation et ont lancé une invasion à grande échelle de Kiska inoccupée dans le cadre de l'opération Cottage le 15 août 1943, mais la participation japonaise à la campagne des Aléoutiennes s'est terminée avec l'évacuation du 28 juillet. Le 10 août 1943, le I-169 arriva à Kure pour une révision.

#### Opérations à partir de Truk
Une fois sa révision terminée, le I-169 a quitté Kure le 25 septembre 1943 à destination de Truk, qu'il a atteint le 3 octobre 1943. Il a quitté Truk le 14 octobre 1943 et, alors qu'il était en mer, il a reçu l'ordre de rejoindre les sous-marins I-19, I-35 et I-175 pour attaquer un important convoi allié se dirigeant vers l'ouest que le sous-marin I-36 avait aperçu au sud des îles hawaïennes.
Le 19 novembre 1943, le I-169 était en patrouille dans l'océan Pacifique entre Hawaï et les îles Marshall quand il reçut l'ordre de se rendre, avec le I-19, le I-35, le I-39 et le I-175, à l'atoll de Tarawa dans les îles Gilbert, où une flotte d'invasion de quelque 200 navires alliés se rassemblait. Le 20 novembre 1943, les forces américaines débarquèrent sur l'atoll de Tarawa et l'atoll de Makin dans les Gilbert. Lors de la bataille de Tarawa, la garnison japonaise a été détruite le 23 novembre, tandis que la bataille de Makin s'est terminée par l'anéantissement des forces japonaises sur place le 24 novembre. Le 26 novembre 1943, le I-169 reçut l'ordre de former un piquet de blocus avec les sous-marins I-19, I-40 et Ro-38 au nord de l'atoll de Makin. Alors que le I-169 naviguait à la surface le 1er décembre 1943, un avion américain le détecta, mais il put plonger et s'échapper. Alors qu'il était sous l'eau, il établit un contact sonore avec un convoi américain lourdement escorté, mais ne put percer l'écran d'escorte et attaquer. Il revint à Truk le 9 décembre 1943.
Pendant son séjour à Truk en décembre 1943 et janvier 1944, le I-169 a pris des torpilles et des provisions à bord du Heian Maru. Le 1er janvier 1944, il a été affecté à la 12e division de sous-marins basée à Truk, qui fait partie du 3e escadron de sous-marins, avec les sous-marins I-171, I-174, I-175 et I-176. Le 27 janvier 1944, il a quitté Truk à destination de Rabaul, puis s'est mis en route de Rabaul pour une mission de ravitaillement à Buka et Buin le 27 janvier 1944. Il est revenu à Truk le 11 mars 1944. Il a de nouveau quitté Truk le 18 mars, mais est revenu le 22 mars 1944.

#### Perte
Le 4 avril 1944, le I-169 se trouvait à son mouillage dans le lagon de Truk, au nord-ouest de Dublon, et se chargeait du ravitaillement avec quelques ouvriers à bord et son commandant et 20 autres membres de son équipage à terre. Vers 9 heures, heure normale du Japon, un avertissement de raid aérien a retenti. L'officier de quart du I-169 lui a ordonné de plonger immédiatement pour éviter une attaque en approchant des bombardiers américains PB4Y-1 Liberator. Il a plongé avec la plupart de ses écoutilles de pont encore ouvertes et sa soupape d'admission principale non fixée, ce qui a provoqué l'inondation immédiate des compartiments arrière. Une tentative immédiate de remonter à la surface a échoué et, bien que les membres d'équipage survivants aient scellé les compartiments inondés, le I-169 a coulé au fond par 38 m de fond.
Après l'immersion du I-169, il n'a pas été immédiatement évident qu'il était en détresse. Ce n'est qu'après qu'il n'ait pas fait surface après le raid aérien et que les tentatives de contact aient échoué que l'on s'est inquiété du fait qu'il avait coulé. Un plongeur envoyé pour enquêter l'a trouvé sur le fond et a contacté les survivants de l'équipage piégés à bord en tapant sur sa coque.
Le 5 avril 1944, le quartier général de la 6e Flotte a donné l'ordre de secourir les survivants pris au piège. Un navire de réparation équipé d'une grue de 30 tonnes et du remorqueur Futagami sont arrivés sur les lieux pour tenter de soulever la proue du I-169 à la surface. Ils ont d'abord eu du mal à trouver le I-169, et une fois qu'ils l'ont localisé et tenté de le soulever, le câble de la grue s'est rompu en raison du grand poids du sous-marin inondé.
Les "prisonniers" sont morts plus tard, sauf dans le compartiment arrière. Les équipes de sauvetage ont abaissé les tuyaux d'air et percé des trous dans les ballasts du I-169, mais il a été impossible de signaler aux hommes d'équipage survivants d'ouvrir les vannes d'air des ballasts de l'intérieur. Les hommes d'équipage pris au piège se sont tus à 23 heures le 5 avril 1944 et les raids aériens sur Truk ont empêché la poursuite des travaux sur l'épave pendant la nuit du 5 au 6 avril 1944. Tous les hommes pris au piège qui ont survécu à l'inondation initiale ont suffoqué.

#### Conséquences
Le 17 avril 1944, à 22h32, des briseurs de code de la marine américaine ont intercepté et décrypté un message japonais qui fournissait un rapport préliminaire sur la cause de la perte du I-169 : "Rapport préliminaire sur l'incident du I-169. 1. Les corps des officiers de l'armée ont été retrouvés et les causes de l'accident ont été étudiées. Il est regrettable que, pour autant qu'on puisse le voir, l'écoutille et le hors-bord ---- aient été fermés, mais que le couvercle de la salle des machines ait été laissé ouvert. De l'air comprimé a été acheminé de là par un ventilateur -----. Par erreur, le contrôleur d'inondation a été laissé ouvert, c'est pourquoi ---- [espaces] --- la salle des machines et l'écoutille du compartiment des torpilles étaient ouvertes".
Dans les semaines qui ont suivi la perte du I-169, des plongeurs ont récupéré 32 corps dans ses compartiments avant. Les Japonais ont commencé à appeler le I-169 "Shinohara", en référence à son commandant, le lieutenant Shigeo Shinohara, qui se trouvait à terre lorsqu'il a coulé et a donc survécu. En mai 1944, les Japonais croyaient qu'une invasion de Truk était imminente, et ils firent exploser des grenades sous-marines autour du I-169 pour tenter de le démolir avant qu'il ne tombe entre les mains de l'ennemi. Les grenades sous-marines endommagèrent gravement sa proue et sa tour de contrôle. Les Alliés choisirent de contourner Truk, qui resta aux mains des Japonais jusqu'à la fin de la Seconde Guerre mondiale.
Le I-169 fut rayé de la liste de la Marine le 10 juin 1944.
L'épave du I-169 a été redécouverte en février 1972, lorsque six plongeurs y sont entrés et ont filmé son intérieur. En août 1973, les restes de son équipage et leurs effets personnels ont été ramenés au Japon. Les restes de son équipage y ont été incinérés conformément à la coutume shintoïste.

## Commémoration
La cloche du sous-marin I-169 est exposée au sanctuaire Yasukuni à Tokyo, au Japon.